# Vratsa (oblast)
Pour les articles homonymes, voir Vratsa (homonymie).
L'oblast de Vratsa est l'un des 28 oblasti (« province », « région », « district ») de Bulgarie. Son chef-lieu est la ville de Vratsa.

## Géographie

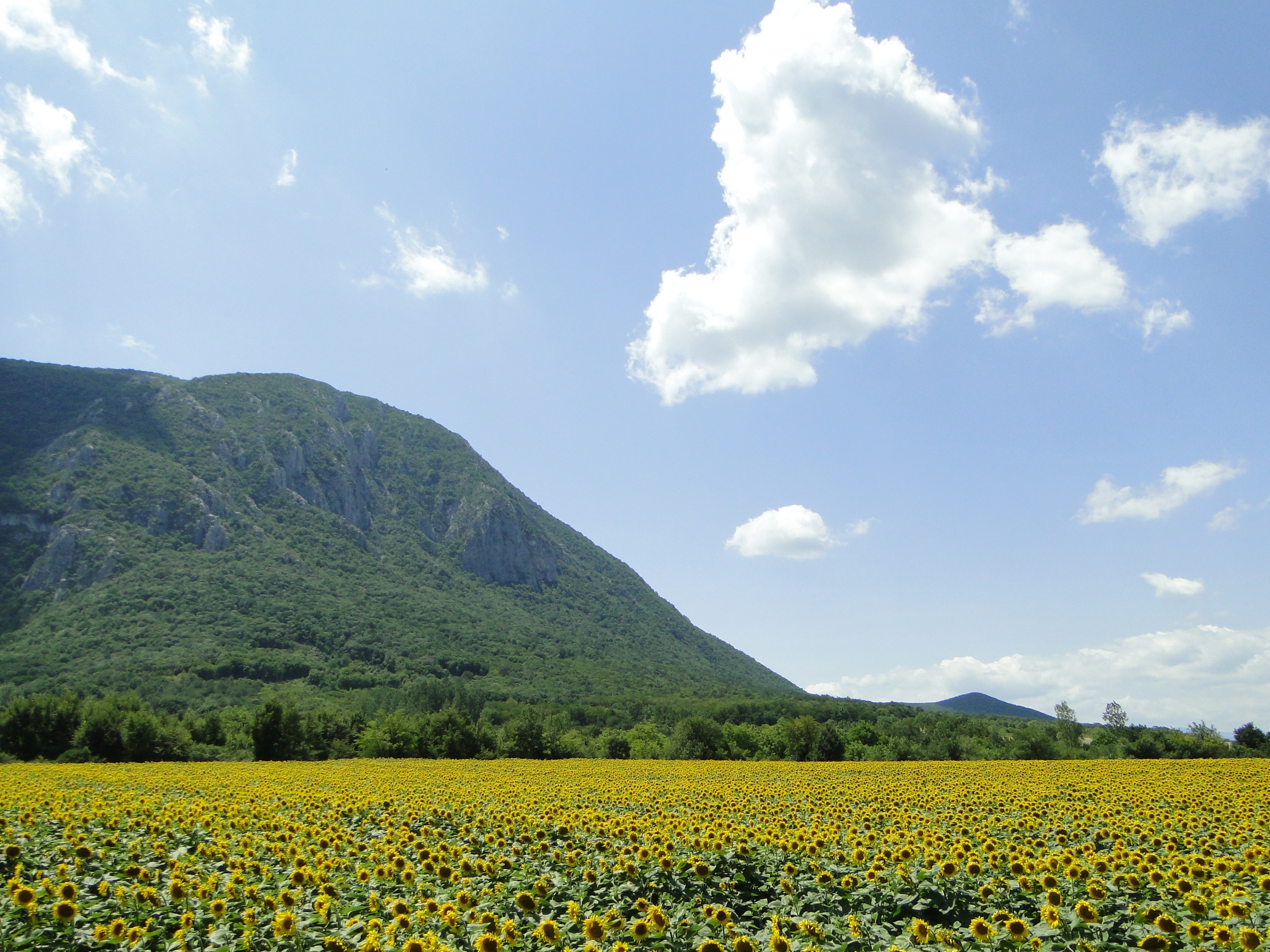
Province de Vratsa

La superficie de l'oblast est de 3 619,7 km2.

## Démographie

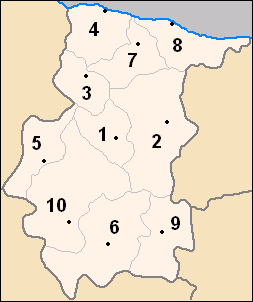
Carte des obchtini de l'oblast de Vratsa

Lors d'un recensement récent, la population s'élevait à 223 358 hab., soit une densité de population de 61,71 hab./km2.

## Administration
L'oblast est administré par un « gouverneur régional » (en bulgare Областен управител) ·dont le rôle est plus ou moins comparable à celui d'un préfet de département en France. Le gouverneur actuel est Antonio Iliev Georgiev (en bulgare : Антонио Илиев Георгиев).

## Subdivisions
L'oblast regroupe 10 municipalités (en bulgare, община – obchtina – au singulier, Общини – obchtini – au pluriel), au sein desquelles chaque ville et village conserve une personnalité propre, même si une intercommunalité semble avoir existé dès le milieu du XIXe siècle :
1. : Borovan (Борован) ·2. : Byala Slatina (Бяла Слатина), 
3. : Khaïredin (Хайредин) ·4. : Kozlodouï (Козлодуй), 
5. : Krivodol (Криводол) ·6. : Mezdra (Мездра), 
7. : Miziya (Мизия) ·8. : Oryahovo (Оряхово), 
9. : Roman (Роман) ·10. : Vratsa (Враца).

## Liste détaillée des localités
Les noms de localités en caractères gras ont le statut de ville (en bulgare : град, translittéré en grad). Les autres localités ont le statut de village (en bulgare : село translittéré en selo).
Les noms de localités s'efforcent de suivre, dans la translittération en alphabet latin, la typographie utilisée par la nomenclature bulgare en alphabet cyrillique, notamment en ce qui concerne l'emploi des majuscules (certains noms de localités, visiblement formés à partir d'adjectifs et/ou de noms communs, ne prennent qu'une majuscule) ou encore les espaces et traits d'union (ces derniers étant rares sans être inusités). Chaque nom translittéré est suivi, entre parenthèses, du nom bulgare original en alphabet cyrillique.

### Borovan (obchtina)
L'obchtina de Borovan groupe 5 villages :
Borovan (Борован) ·
Dobrolevo (Добролево) ·
Malorad (Малорад) ·
Nivyanin (Нивянин) ·
Sirakovo (Сираково)

### Byala Slatina (obchtina)
L'obchtina de Byala Slatina groupe une ville, Byala Slatina, et quinze villages :
Altimir (Алтимир) ·
Bardarski geran (Бърдарски геран) ·
Barkatchevo (Бъркачево) ·
Boukovets (Буковец) ·
Byala Slatina (Бяла Слатина) ·
Drachan (Драшан) ·
Gabare (Габаре) ·
Galitche (Галиче) ·
Komarevo (Комарево) ·
Popitsa (Попица) ·
Sokolare (Соколаре) ·
Tarnak (Търнак) ·
Tarnava (Търнава) ·
Tlatchene (Тлачене) ·
Varbitsa (Върбица) ·
Vranyak (Враняк)

### Khaïredin (obchtina)
L'obchtina de Khaïredin groupe 6 villages :
Barzina (Бързина) ·
Botevo (Ботево) ·
Khaïredin (Хайредин) ·
Manastirichte (Манастирище) ·
Mikhaïlovo (Михайлово) ·
Rogozen (Рогозен)

### Kozlodouï (obchtina)
L'obchtina de Kozlodouï groupe une ville, Kozlodouï, et 4 villages :
Boutan (Бутан) ·
Glojéné (Гложене) ·
Kharlets (Хърлец) ·
Kozlodouï (Козлодуй) ·
Kriva bara (Крива бара)

### Krivodol (obchtina)
L'obchtina de groupe une ville, Krivodol, et 14 villages :
Baourene (Баурене) ·
Botounya (Ботуня) ·
Dobroucha (Добруша) ·
Fouren (Фурен) ·
Galatin (Галатин) ·
Glavatsi (Главаци) ·
Golemo Babino (Големо Бабино) ·
Gradechnitsa (Градешница) ·
Kravoder (Краводер) ·
Krivodol (Криводол) ·
Lesoura (Лесура) ·
Osen (Осен) ·
Ourovene (Уровене) ·
Poudriya (Пудрия) ·
Rakevo (Ракево)

### Mezdra (obchtina)
L'obchtina de Mezdra groupe une ville, Mezdra, et 27 villages :
Bodenets (Боденец) ·
Brousen (Брусен) ·
Darmantsi (Дърманци) ·
Dolna Kremena (Долна Кремена) ·
Eliseïna (Елисейна) ·
Gorna Bechovitsa (Горна Бешовица) ·
Gorna Kremena (Горна Кремена) ·
Ignatitsa (Игнатица) ·
Kalen (Кален) ·
Krapets (Крапец) ·
Kreta (Крета) ·
Lik (Лик) ·
Lyoutibrod (Лютиброд) ·
Lyoutidol (Лютидол) ·
Mezdra (Мездра) ·
Moravitsa (Моравица) ·
Oselna (Оселна) ·
Oslen krivodol (Ослен криводол) ·
Otchindol (Очиндол) ·
Rebarkovo (Ребърково) ·
Rouska Bela (Руска Бела) ·
Staro selo (Старо село) ·
Tiptchenitsa (Типченица) ·
Tsakonitsa (Цаконица) ·
Tsarevets (Царевец) ·
Varbechnitsa (Върбешница) ·
Zlidol (Злидол) ·
Zverino (Зверино)

### Miziya (obchtina)
L'obchtina de Miziya groupe une ville, Miziya, et 5 villages :
Krouchovitsa (Крушовица) ·
Lipnitsa (Липница) ·
Miziya (Мизия) ·
Saraevo (Сараево) ·
Sofronievo (Софрониево) ·
Voïvodovo (Войводово)

### Oryahovo (obchtina)
L'obchtina d'Oryahovo groupe une ville, Oryahovo et 6 villages :
Dolni Vadin (Долни Вадин) ·
Galovo (Галово) ·
Gorni Vadin (Горни Вадин) ·
Leskovets (Лесковец) ·
Oryahovo (Оряхово) ·
Ostrov (Остров) ·
Selanovtsi (Селановци)

### Roman (obchtina)
L'obchtina de Roman groupe une ville, Roman, et 12 villages :
Dolna Bechovitsa (Долна Бешовица) ·
Kameno pole (Камено поле) ·
Karach (Караш) ·
Khoubavene (Хубавене) ·
Kounino (Кунино) ·
Kournovo (Курново) ·
Markovo ravnichte (Марково равнище) ·
Radovene (Радовене) ·
Roman (Роман) ·
Sinyo bardo (Синьо бърдо) ·
Sredni rat (Средни рът) ·
Stoyanovtsi (Стояновци) ·
Stroupets (Струпец)

### Vratsa (obchtina)
L'obchtina de Vratsa groupe une ville, Vratsa, et 22 villages :
Banitsa (Баница) ·
Beli izvor (Бели извор) ·
Devene (Девене) ·
Golyamo Pechtene (Голямо Пещене) ·
Gorno Pechtene (Горно Пещене) ·
Kostelevo (Костелево) ·
Lilyatche (Лиляче) ·
Lyoutadjik (Лютаджик) ·
Malo Pechtene (Мало Пещене) ·
Mramoren (Мраморен) ·
Nefela (Нефела) ·
Okhoden (Оходен) ·
Pavoltche (Паволче) ·
Tchelopek (Челопек) ·
Tchiren (Чирен) ·
Tichevitsa (Тишевица) ·
Tri kladentsi (Три кладенци) ·
Varbitsa (Върбица) ·
Veslets (Веслец) ·
Virovsko (Вировско) ·
Vlasatitsa (Власатица) ·
Vratsa (Враца) ·
Zgorigrad (Згориград)